# 花

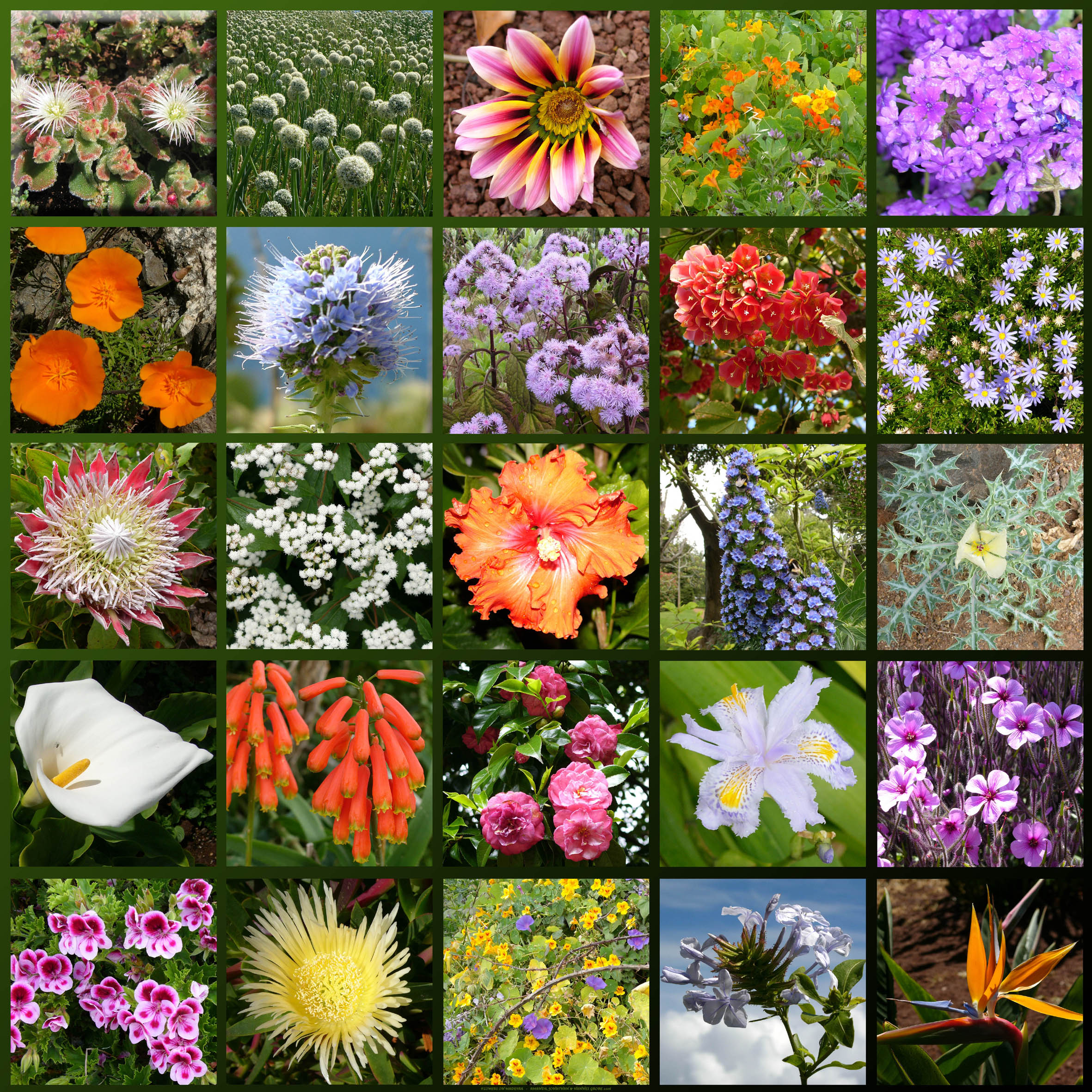
各式各樣的花

花（flower，bloom，blossom）是被子植物的繁殖器官，其生物学功能的是结合雄性精细胞与雌性卵细胞以产生种子。这一进程始於传粉，然後是受精，从而形成种子并加以传播。对於高等植物而言，种子便是其下一代，而且是各物种在自然分布的主要手段。同一植物上着生的花的组合称为花序。

## 定义
在植物學中，花的狭义定义是：被子植物特有的生殖器官，由茎分枝，具有特适于生殖之特化叶片——“花叶”（floral leaf）；花叶为叶的变形，且由叶演化而来。花的主要生物學功能包括：吸引传粉者、承载配子体世代、生产花粉、受精、结果等。典型的花著生在短縮的莖軸上，普遍具有花萼、花冠、雄蕊、雌蕊等构造，但這些构造并非所有花的必要组成，因而并不构成花定义的严格标准，例如一些花为单性的物种的单朵花中可能不具雄蕊或雌蕊，而另一些物种的花萼或花瓣可能已经退化或高度简化。
在現代植物学中，“花”一词专指被子植物的生殖结构。然而，尤其在现代定义确立之前，其它陆生植物（如裸子植物）类群所具的类似生殖结构也曾被冠以带有“花”一字的中文术语，例如，尽管裸子植物都不具有花，但其大（雌）孢子叶球及小（雄）孢子叶球也常称作“雌球花”和“雄球花”，其可传播的雄配子体也被称为花粉。
在中文日常用语中，“花”亦称“花朵”或“花卉”。广义上的花卉可泛指一切具有观赏价值的植物，包括用于园艺栽培或盆景布置的植物。花卉因其多样的形态、绚丽的色彩与芬芳的气味，自古以来便受到人类的喜爱，广泛应用於觀賞、食用、工业等领域。

## 结构与形态
被子植物具异形孢子，亦即能产生两种生殖孢子。花粉（小孢子，雄性）和胚珠（大孢子，雌性）分别产生於不同器官，但典型的花则同时含有大小孢子，因为它两种器官兼有。 
花可视为节间缩短并具繁殖能力的茎的变态，而其节结构也可看作是叶的高度变态。从本质上说，花的结构是由顶端分生组织的花芽和“体轴”分化形成的。花可以多种方式着生於植物上：如果花没有任何枝干，而是单生於叶腋，即称为“无柄花”，而其他花上与茎连接并起支持作用的小枝则称为“花柄”。若花柄具分支且各分支均有花着生，则各分支称为小梗。花柄的顶端膨大部分称为花托。

### 花部
花的各部分轮生於花托之上，四个主要部分从外到内依次是：

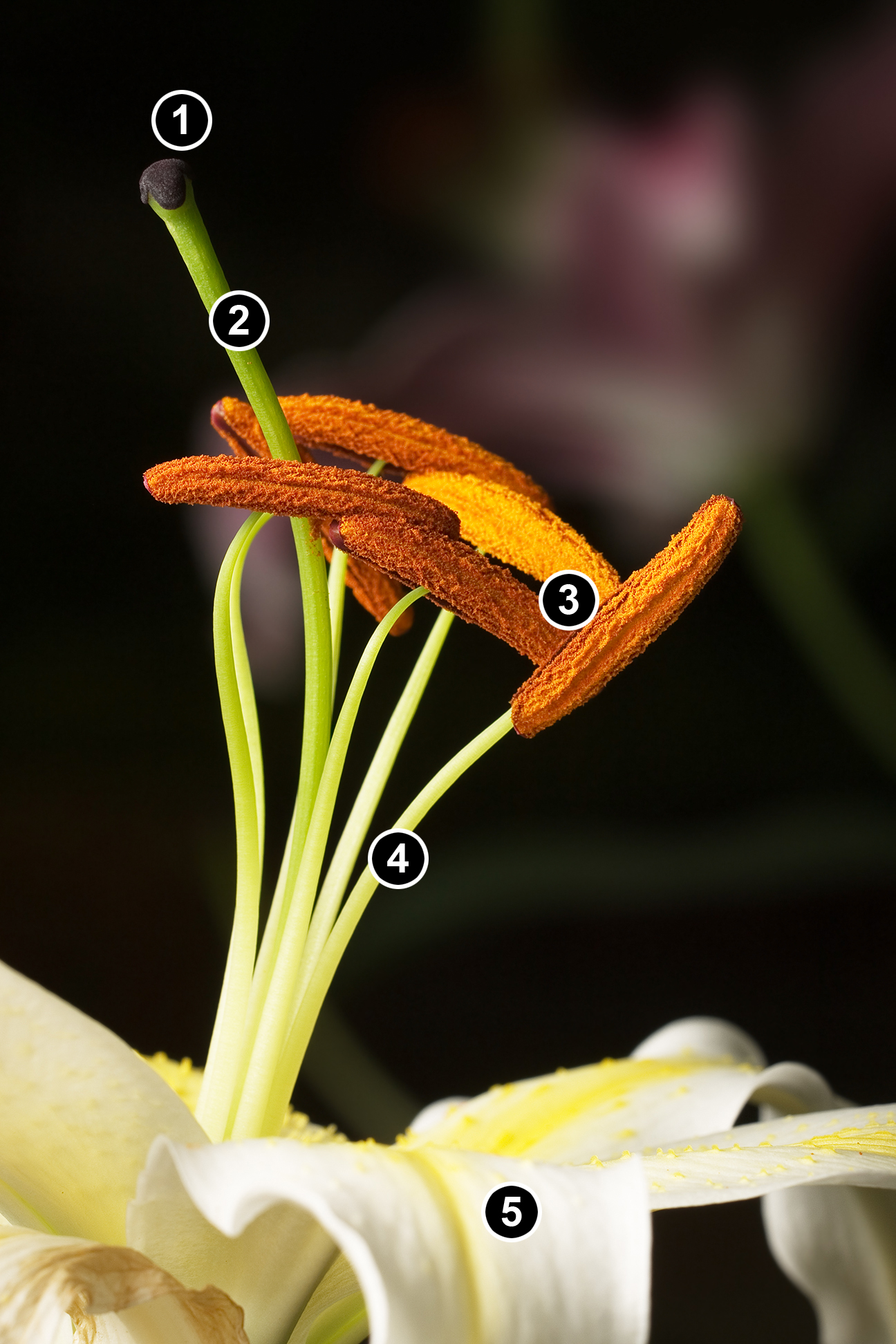
鐵砲百合：1.柱头，2.花柱，3.雄蕊，4.花丝，5.花瓣

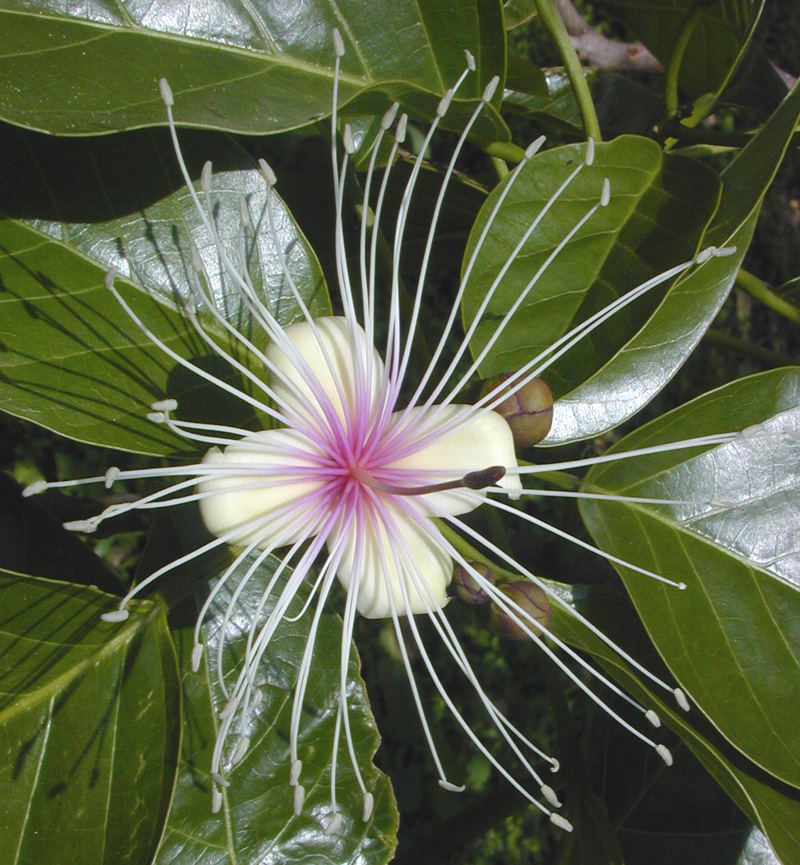
鱼木具有“完全花”，即兼有雄蕊（外轮,白色,多枚）和雌蕊（中心,暗色,一枚）

- 花萼：位於最外层的一轮萼片，通常为绿色，但也有些植物的花萼呈現花瓣状。花萼和花冠合稱為「花被」。
- 花冠：位於花萼的内轮，由花瓣组成，较为薄软，常有颜色以吸引昆虫帮助授粉。和花萼合稱為「花被」。
- 雄蕊，又称雄花器：可有一枚或多枚。花药着生於花丝顶部，是形成花粉的地方，花粉中含有雄配子。
- 雌蕊，又称雌花器：可有一枚或多枚。组成雌蕊的基本单位称为心皮，包含有子房，而子房室内有胚珠（内含雌配子）。一枚雌蕊可由一片心皮单独形成，称作单雌蕊；一枚雌蕊也可由数片心皮联合形成，称作複雌蕊。其中，複雌蕊又可依心皮间以合生或离生的联合样态，分型为合生心皮或离生心皮。雌蕊的黏性顶端称为柱头，是花粉的受体。花柱连接柱头和子房，是花粉粒萌发後花粉管进入子房的通道。

虽然上述结构体现了花的“典型”构造，但自然中各植物的实际构造具有很大的差异性。这些差异对於被子植物的进化具有重大意义，并被植物学家广泛用於确立各植物的种间关系。例如，被子植物的两个亚纲可以通过其花瓣数加以区分：双子叶植物通常有4或5（或者4或5的倍数）片花瓣，而单子叶植物多为3或3的倍数。

### 完整性
大多数植物的花都如上所述，同时具有花萼、花冠、雄花器、雌花器这四个花部；但不是每种花都具有花被，也不是每朵花都拥有雄蕊、雌蕊。花部四项一样不缺的，在植物学上称为“完全花”，缺少任何一项则称为“不完全花”。“单性花”是只有雄蕊或雌蕊的花，属于一种不完全花；而“两性花”或“雌雄同花”若没有花被中的某项，也是一种不完全花。
此外，在单性花中，如果雌花与雄花分别生长在不同的植株上，则称为“雌雄异株”。反之，如果单性的雄花和雌花同生於一植株，则称为“雌雄同株”。

### 对称性
有些花具有辐射对称性，亦即如果其花能有三個以上角度通过中央轴线一分为二，所得的两半都是对称相等的，称为“辐射对称花”或“整齐花”，例如月季和桃花。还有些花只能按一个角度切得两个对称面，则称“左右对称花”或“不整齐花”，例如金鱼草和大部分兰花。

### 花序
有些植物的花单生於植株上，而有些植物的花则簇生於植株，对於後者而言，这些花若按照一定规律排列於花轴上，便形成了“花序”。在这一点上，必须要注意“花”的实际概念。从植物学角度看，一朵菊花或向日葵并不是一朵花，而是一头状花序，即由许多小花组成的花序，而且其中的所有小花都具有前文提及的结构。

## 标注方法

### 花程式
花程式使用符号和数字来表达花的各部分组成、排列、位置及彼此间的关系。书写顺序是性别、整齐与否、花被（花萼和花冠）、雄蕊群、雌蕊群。各个符号含义如下：
|    | 两性花   | P     | 花被   |  | 子房上位   | +    | 某部不止一轮   |   |                          |
|    | 雄花     | Ca或K | 花萼   |  | 子房下位   | ∞(x) | 多(少)而无定数 |   |                          |
|    | 雌花     | C或Co | 花冠   |  | 子房半下位 | -    | 数字变化范围   |   |                          |
| ＊ | 整齐花   | A     | 雄蕊群 |  | 连合       | ,    | 或             | : | 分隔心皮、子房室、胚珠数 |
| ↑  | 不整齐花 |       |        |  | 上部连合   |      |                |   |                          |
|    |          |       |        |  | 基部连合   |      |                |   |                          |

在花萼与花冠没有分化的花中，用花被（P）代替花萼（K）与花冠（C）。
通常两性花的符号可以省略，因为当雄蕊群和雌蕊群同时出现时，就表示该花为两性花。例如泡桐属的花程式为：
↑K(5)C(5)A4G(2:2:∞)

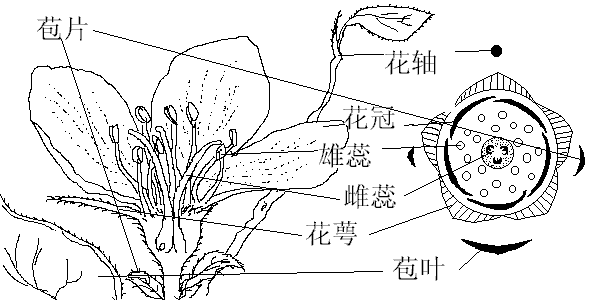
花的剖面图和花图示

表示它的花为两性花，不整齐花，花萼五裂，花冠五裂，雄蕊四枚，子房上位，二心皮合生，二室，每室具有多数胚珠。

### 花图式
花图式（或稱為花式圖）是花的構造示意圖，使用特定的圖形表示各個花部的位置、數量、排列、甚至特徵。藉由花圖式這類的簡圖可幫助學習、研究上易於記憶，且可比較尋求演化序列。

#### 花圖式之構成
圖形的結構乃由外而內各輪以圓圈表示，逐層顯示萼片、雄蕊等之數量及位置，中央為雌花器。
花圖式的利用由來已久，「在1916年以前已普遍出現在分類學教科書及系統學的文章書籍等」。绘制花图式的大致方法是：
1. 花軸：先用黑色圆点在图的上方表示花轴[10]；
2. 雌花器：花的中心位置為心皮（雌花器），常見為空心圓線，模擬子房橫切面；圓中可以實線或虛線的分隔線表示心皮數目及黏合狀態（合生或離生的心皮、子房室壁的狀態），胎座类型以及胚珠着生情况等。例如：附圖為三心皮合生，具三個子房室的雌花器（子房）。
3. 雄蕊：雄蕊常採用二個空心小圓圈表示花药的横切面，并表示出现相应的排列方式、轮数、合生或离生等；假雄蕊常採同樣圖形、但為實心。
4. 花被：視花被是否區分為花萼及花瓣（或花冠，合生的花瓣），並依萼瓣合生或离生相互连接或分离。
5. 苞片：以空心的弧线表示苞片及其著生位置，含苞未放的花稱為「花蕾」 。

## 演化

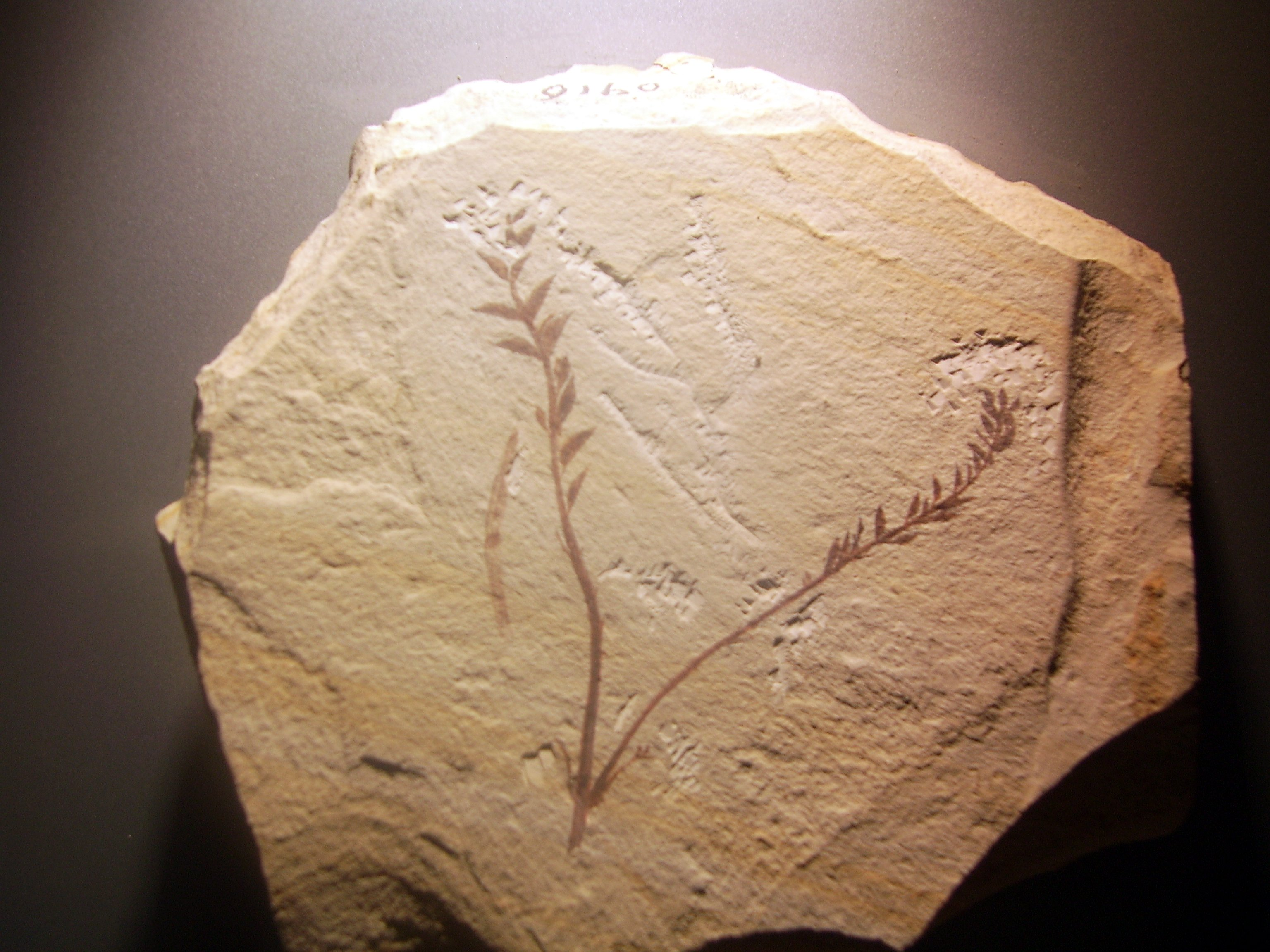
辽宁古果是已知最早的有花植物之一

目前所知最早且广泛认可的被子植物（有花植物）化石记录为辽宁古果，其年代可追溯至约1.25亿年前。一些已灭绝的裸子植物类群，尤其是种子蕨类植物，被认为可能与被子植物的祖先存在演化关系，甚至被视作其祖先。然而，目前尚缺乏连续的化石证据能够明确显示花的形态和结构模式是如何在演化过程中逐步形成的。这种近似现代花朵的结构在化石记录中突现曾为演化生物学带来重大挑战，也被查尔斯·达尔文称为“恼人之谜”。近年来，随着更多类被子植物化石及裸子植物化石的陆续发现，被子植物特征演化起源的研究也获得了新的线索。尽管目前直接证实花朵在1.3亿年前就已存在的证据仍十分稀少，但间接的迹象表明，花的历史可能可以追溯至约2.5亿年前。例如，研究者在大羽羊齿类植物等古老的化石记录中发现了齐墩果烷这类化合物，该物质在现代植物中主要用于保护其花朵结构，可能代表着一种花早期演化过程中的化学适应。
一般认为，花的生殖的过程自始便与动物关联密切。在植物的能量预算中，制造鲜艳的色彩和显著的形态结构需要植物体投入大量的能量。因此，若非具有生态上的优势，这类特征很难长期保留。实际上，花粉传播本身并不依赖于花朵的色彩或形态，除非这些特征在吸引传粉动物方面具有明确的功能，否则只会成为资源的负担，且也大概率不会多样化为现今的格局。
一种假说指出，花朵形态的突然多样化可能会起源于岛屿等孤立的生态环境。在这样的环境中，被子植物，可能与特定动物（如蜂类或是鸟类）建立起相互利用的共生关系。长期的共同进化压力可以促使双方形成高度特化的互利机制，从而推动花形态、颜色等性状的快速演化，最终导致具有显著外观的花朵在生态系统中稳定存在。
即使在今日，花的演化仍在持续进行之中。人类活动对有花植物的演化过程产生了深远影响，其中一些影响甚至已使部分花种失去了自然传粉的能力。在人类审美的长期作用下，那些具有鲜艳色彩与独特形态的花朵常因“美丽”而被记述、保留、栽培，进而逃过淘汰。这种偏好可能形成了一种特殊形式的人工选择压力，促使一些植物演化出更具观赏价值的特征，以“适应”人类栽培与审美需求。

## 发育
花是植物的繁殖器官，它先從花萼的保護中長出來，打開花瓣(花冠)，伸出雄蕊和雌蕊(有的花的雄蕊和雌蕊不太明顯)。雄蕊圍着柱頭(雌蕊)，有花粉，雌蕊在花的中間，下接子房，子房裏有胚珠。如果蜜蜂等來傳播花粉，花粉掉在另一朵花的柱頭上，花便會發生一連串大變化：
1. 花粉從柱頭經花粉管到子房
2. 花粉與胚珠結合為種子
3. 花瓣凋謝
4. 子房脹大
5. 雄蕊剩餘的花粉黏在柱頭上，前往子房，再和其餘胚珠結合為種子
6. 柱頭(雌蕊)消失
7. 雄蕊消失
8. 花結成果實
9. 果實成熟

### 基因表达

花發育的ABC模型

人们目前已较为清楚决定花器官特征的分子调控方式。在一个简单的模型中，三类基因共同作用决定分生组织中花器官原基的发育特征，分别称作A类、B类和C类基因。花器官的第一轮仅有A类基因表达，控制花萼的发育；第二轮由A类和B类共同表达，控制花瓣的发育；在第三轮中，B类和C类基因共同作用形成雄蕊；而C类基因则在中心单独控制心皮的发育。该模型的建立为基於对拟南芥和金鱼草的同源异形基因突变体的研究。例如，当B类基因的功能出现缺损，突变花产生的花萼一如往常，但在花瓣层也会发育出多餘的萼片。而在第三轮B类基因的缺失会致使C类基因单独表达，使得原本因出现在第四轮的心皮也同样产生在第三轮。 
该模型中的大多数基因均属於MADS盒基因，并且是为各花器官调控基因表达的转录因子。

### 成花诱导
成花诱导是植物生命周期中的一个重大变化。这一过程必须发生在特定的时间，以利於受精和种子的形成，从而确保繁殖的最大成功。为了满足这些需求，植物能够感受重要的内源和环境信号，例如植物激素水平、适时的温度和光周期变化等。许多多年生和二年生植物需要经过春化作用方能开花。这类信号从分子学角度解释，是由名为成花素的复杂信号的传递引起的。其中涉及到多个基因，包括CONSTANS、FLOWERING LOCUS C和FLOWERING LOCUS T等。成花素会在适宜的生殖条件下形成於叶片中，并作用於芽和生长锥，诱导形成一系列的生理和形态变化。成花诱导完成後，下一步便是花原基的形成，使茎端分生组织转变为花分生组织。简而言之，就是使叶、芽和茎组织的细胞分化为能形成生殖器官的组织的生物化学变化过程。花芽顶端的生长点停止叶原基分化并横向扩大，随後形成多个螺旋状的突起，这些突起日後能形成萼片、花瓣、雄蕊和雌蕊。对於大多数植物而言，虽然成花的起始条件与环境信号密不可分，但这一过程是不可逆的。成花过程一经开始，即使再除去相应的信号，茎端依旧会继续发育为花器官。

### 受精

#### 吸引方法

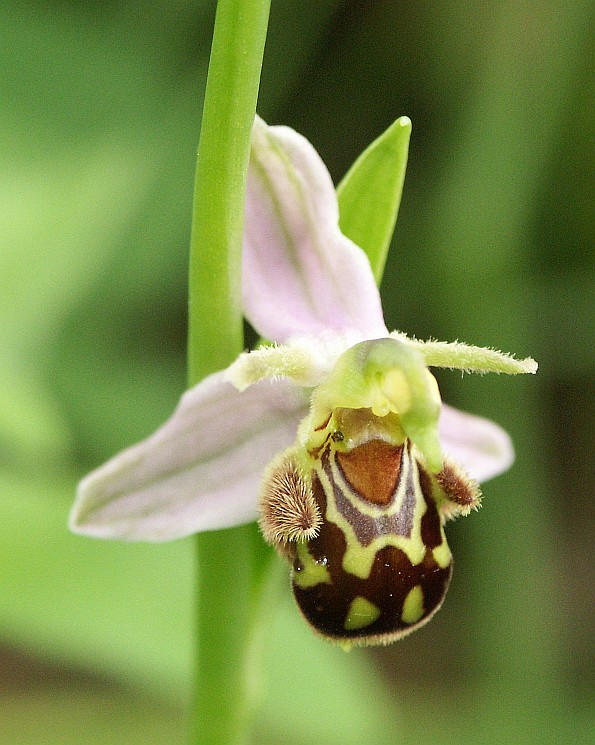
蜂兰的花经过漫长的时间演化出模仿雌蜂的形态，吸引雄蜂传粉

由於植物无法随意移动，因此，许多花依靠吸引动物帮助其在大自然进行种间授粉。利用昆虫授粉的花称为虫媒花，这些花可能会和授粉昆虫高度地协同进化。利用生物媒介的植物的花通常都有蜜腺，用以吸引寻找花蜜的动物接触。有些花上还有称为蜜源标记的图案，为传粉者指示出花蜜的位置。花也会用颜色吸引授粉者，鸟类和蜜蜂都有色觉，可以看到色彩斑斓的花朵。花卉还能用香味吸引授粉，其中有些香味会让人们感到愉悦。不过并不是所有的花香都能让人类觉得好闻，有些花为了吸引喜食腐肉的昆虫授粉，会散发出类似的腐臭味，例如大王花、巨花魔芋、泡泡果等。夜间藉由蝙蝠和飞蛾授粉的花，则更多地是通过气味来吸引授粉，且这类花大多为白色。
此外，还有一些花卉能利用拟态吸引授粉。例如，蜂兰的花朵与雌蜂的颜色、形状和气味类似。雄蜂会为了寻找配偶往来其间，花粉由此得以传播。

#### 传粉方式

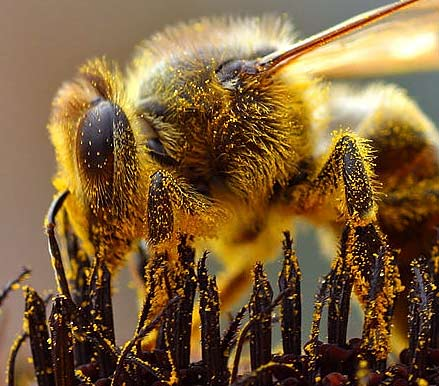
蜜蜂身上附着的花粉粒可随其传播到其它花上

花是植物的繁殖器官，其主要目的在於繁殖，即令花粉中包含的精子和位於子房的胚珠得以结合。授粉是花粉从花药到柱头的移动过程，精细胞和卵细胞结合的过程则称为受精。花粉通常是从一株植物传播到另一株，但许多植物能自花授粉。受精胚珠能发育成下一代的种子。为了适应自然，有性繁殖产生的後代都各具遗传独特性。
有花植物通常面临着自然选择压力，因而会使用最适合其的传粉方式，这点鲜明地体现在花的形态和植物的行为上。花粉可通过一些“媒介”在植物间传播：有些植物利用非生物媒介，如风（风媒）或较罕见的水（水媒）；而其他植物则利用生物媒介，包括昆虫（虫媒）、鸟类（鸟媒），蝙蝠（蝙蝠媒）及其他动物。有些植物能利用多种媒介，但大多都不是高度特化的。在这一过程中，花完全开放并发挥作用的时期称为花期。
- 虫媒传粉：吸引和利用昆虫、蝙蝠、鸟类或其他动物传播花粉。这些花朵都有特化的形状和雄蕊的生长方式，以确保授粉者由引诱剂（如花蜜、花粉或配偶）吸引而来时，花粉粒能顺利传入其体内。

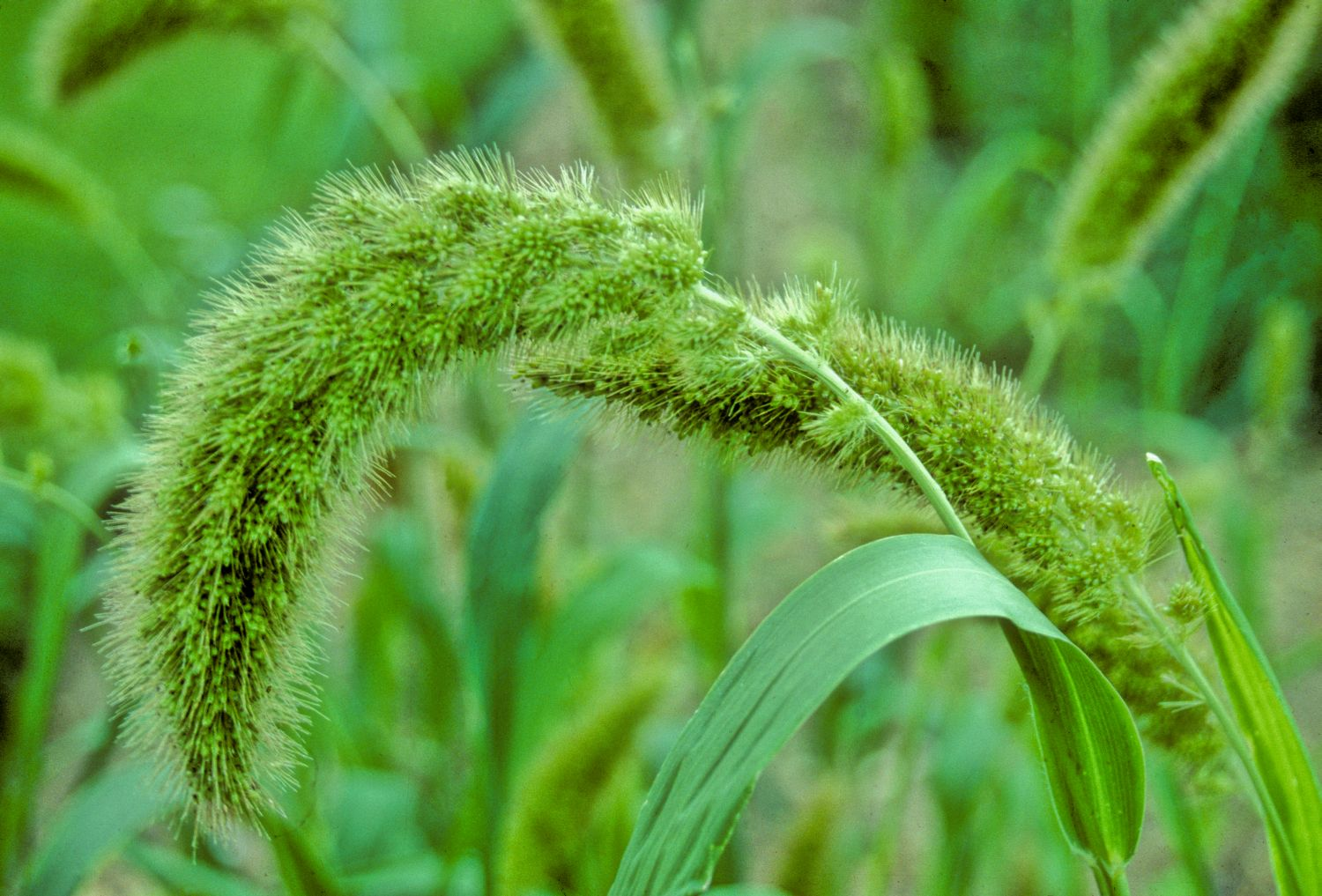
风媒花小米的穗状花序，颜色朴素而花药很大

- 风媒传粉：使用风力帮助传粉，例如草、桦树、杨树和枫树等。由於它们无需吸引他人传粉，因此花朵往往不太引人注目。风媒花一般是雌雄异花或异株，雄性花花丝细长，末端为裸露的雄蕊，而雌性花则具有长长的羽状柱头。一般而言，藉由动物传播的花粉颗粒较大，具黏性，并含有丰富的蛋白质（算是对授粉者另一种“奖励”）； 而风媒花粉通常是小颗粒，很轻，而且对动物没什么营养价值。此外，风媒花传播的花粉还可能引起部分人类的花粉过敏症。

还有些花可以自花授粉，即同一朵花中，雄蕊的花粉落到雌蕊的柱头上。自花受精能增加种子产生的几率，但也会限制遗传变异的产生。闭花受精花就是自花授粉，之後其可能会开花，也可能不会，已知堇菜科和玄参科中的许多种含有此类花。另一方面，许多物种的植物都有阻止自花受精的方法。有些植株上的单性雄花和雌花的不会同时出现或成熟，此外对於有些植物，来自同一植株的花粉由於含有化学阻挡层而无法为其胚珠授精，这种特性称为自花不孕或自交不亲和性。

#### 花与授粉者的关系
许多花和某些授粉生物有着密切的关系，例如，很多花只会引来某种特定的昆虫，因而也很依靠这种昆虫得以成功繁殖。这种密切关系往往可以作为协同进化的例子，因为人们认为经过很长的时间，花和授粉者都会共同地进化，以配合对方的需要。
不过，这种密切关系也会带来灭绝的负面影响。在这一关系下，任何一名成员的灭绝也几乎必然导致另者步其後尘。一些濒危植物种即是因授粉者的减少而致其濒危的。

### 果實傳播方法
- 動物：如蒼耳。
- 風力：如蒲公英。
- 水力：如椰子。
- 自力：如豆莢。

## 用途与文化

### 象征含义

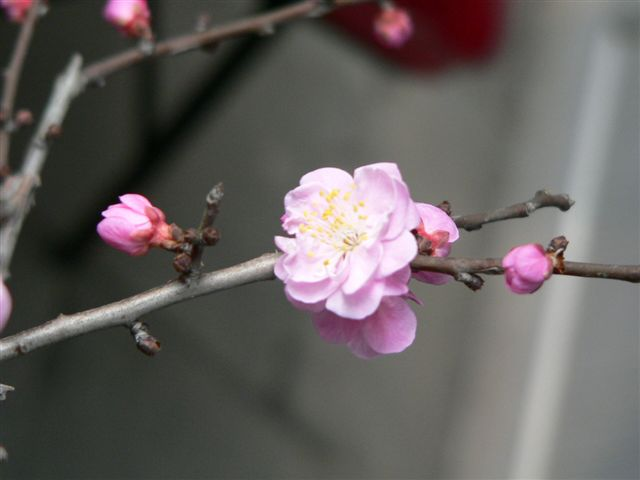
梅花因其开於严寒而经常作为汉族坚贞品格的象徵。

许多花在东西方文化中都被赋予了特定的内涵。在中国传统文化中，不少花卉都被赋予了美好的性格特征：梅花象徵着民族之风骨，菊花象徵着文人之高洁，牡丹象徵着富人之华贵，兰花象徵着君子之气节。而在西方文化中，对各种花赋予的各种象征意义称为花语，比如红玫瑰象徵爱情、美丽和热情，罂粟花象徵对死亡的悼唁，鸢尾和百合花在葬礼中象徵着“复活”和“生命”等。此外，在世界上的许多文化中，花同样是女性的象徵。

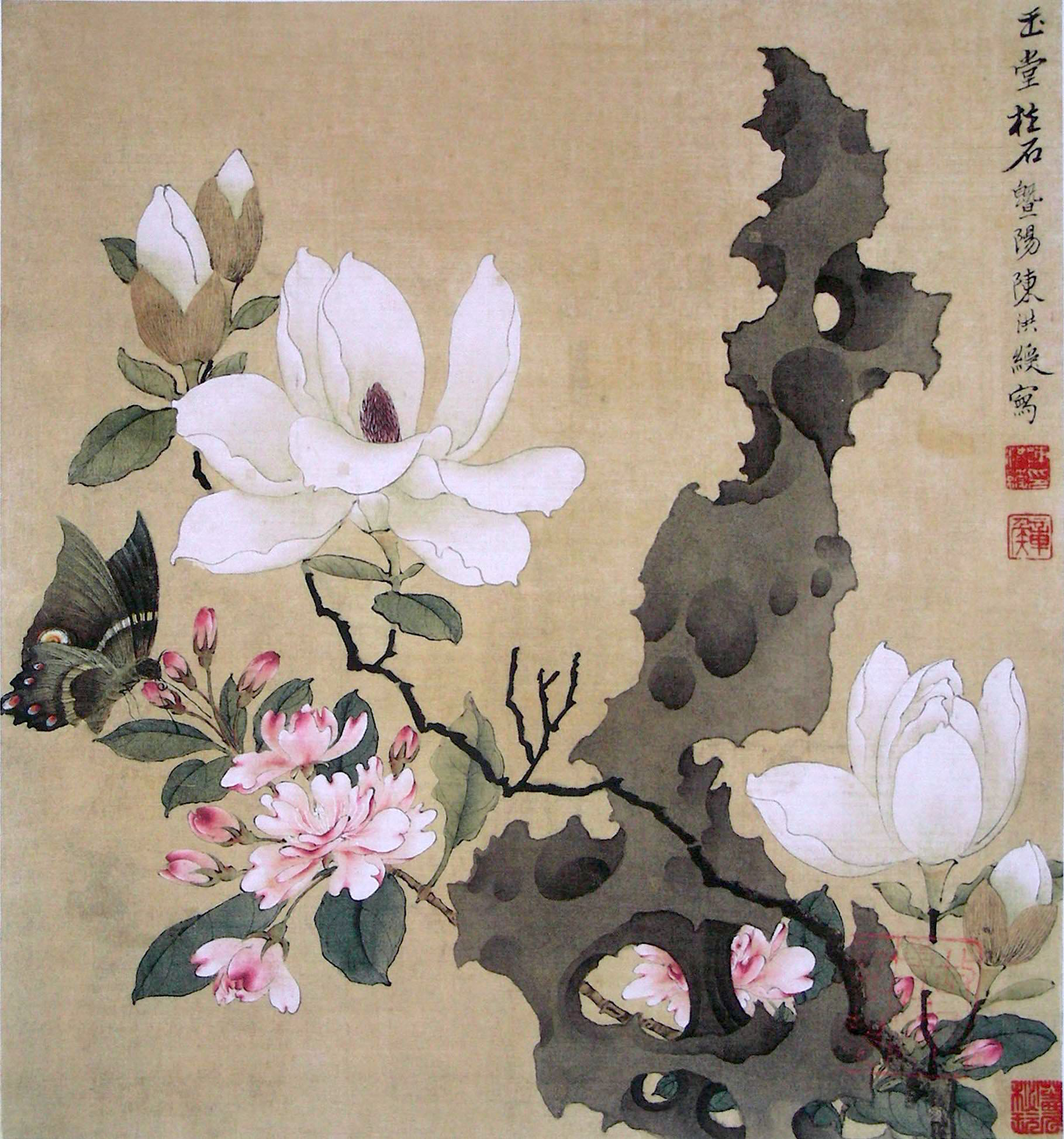
花鸟画是中国画的常见题材，图为陈洪绶所作《玉堂柱石图》

大自然无数美丽的花朵同样激发了众多文人墨客的创作灵感。在中国文学中，早在《诗经》里就有了“桃之夭夭，灼灼其华”等描写花卉的诗句，再如陶渊明所作《饮酒》之“采菊东篱下，悠然见南山”，周敦颐所作《爱莲说》之“出淤泥而不染，濯清涟而不妖”等，中国古典文学中描写花的词句不胜枚举。此外，许多词牌名、曲牌名也与花有关，如《一剪梅》、《木兰花》、《醉花阴》等。而在西方文学中，与花相关的作品同样数量众多，且尤以18至19世纪浪漫主义时代最盛，知名的作品包括威廉·华兹华斯的《我似流云天自游》（I Wandered Lonely as a Cloud，又作“咏水仙”），以及威廉·布莱克的《啊！向日葵》（Ah! Sun-Flower）。
花不仅仅受到文学家的青睐，还同样让艺术家们关爱有加，花卉也向来就是绘画创作中一个重要的主题。在中国画中，花鸟画是其中一个重要题材，梅、兰、竹、菊所组成的花中四君子也一直是中国画创作的传统题材。王冕的梅、恽寿平的荷等，均是其中的杰出代表。西洋画中同样也能找到大量与花有关的画作，例如梵高的《向日葵》和莫奈的荷花等等。而对於实体的花，人们将它们与枝、叶等搭配起来，经过一定的艺术加工，亦形成了独有的插花艺术。
花卉与宗教之间亦有着不解之缘。莲花是佛教与印度教中重要的精神象征，众神佛往往均脚踏莲花，抑或跏趺於莲花座上。印度教把莲花和毗湿奴神联系起来，受其影响，佛教亦把莲花奉为圣花。在佛教经典中，花还经常用来阐述佛法教理，《华严经》之“一花一世界，一叶一如来”，以及“拈花微笑”、“天女散花”等词汇典故，如今也早已为大众所熟知。
而在政治上，许多国家会选定一个或多个植物作为代表其特定地理区域的象征，例如象征某一国家的国花，或是代表某一城市的市花等。国花或市花多是经由相关政府的行政程序确立的，不过也有一些确定於非正式的公众调查。例如，美国的国花是月季，荷兰的国花是郁金香，日本则是菊花和樱花（非正式）。中华民国的国花是梅花，而中华人民共和国的国花则并无定论，目前以牡丹和梅花呼声较高。香港的市花是洋紫荆花，而澳门在回归前已将市花确立为毛稔，但现时公众与媒体多将莲花视作澳门市花。

### 切花

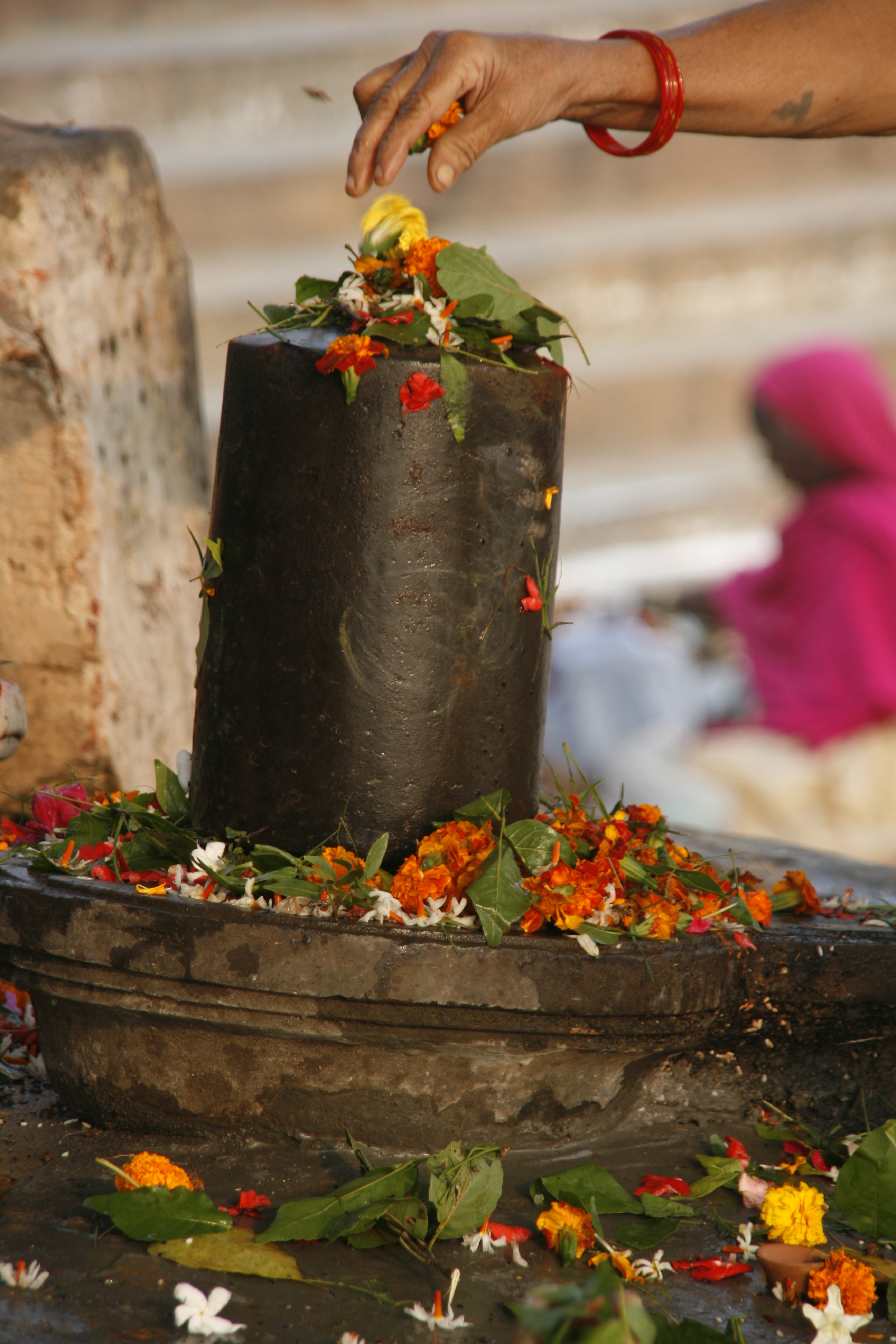
一名印度女性在瓦拉纳西的林伽像上撒花

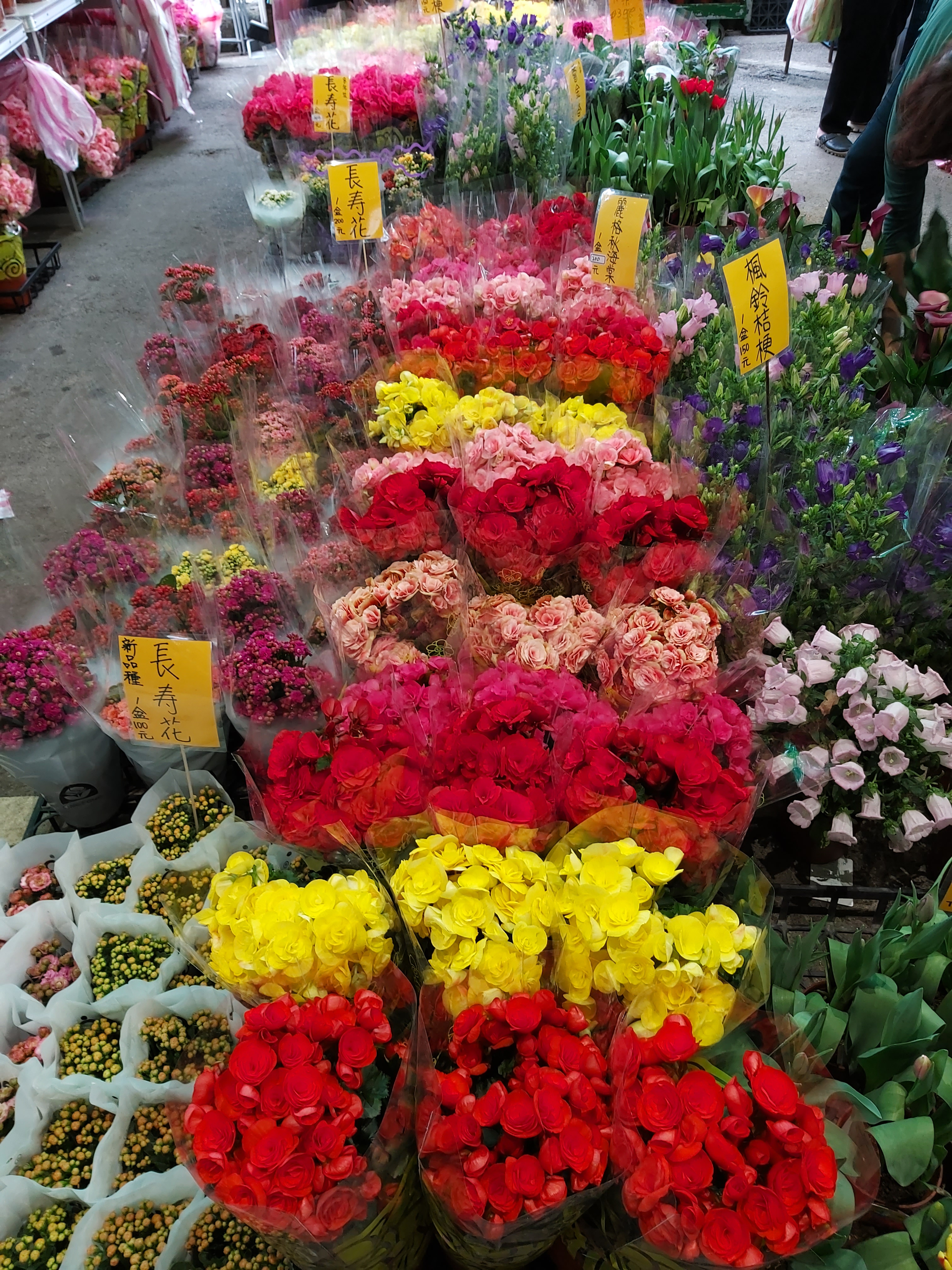
販賣花卉的集市

在现代社会，世界各地的人们经常因为鲜花宜人的外观和香味而以各种方式购买和佩戴新鲜或干燥的切花，这些切花也被用于各式活动和场合中：
- 用於庆祝新生或宗教洗礼(天主教)
- 在社交集会或节日用作胸花或纽扣花
- 用於表达爱意或敬意
- 用於婚礼装饰
- 用於家居装潢
- 在告别或欢迎宴会用作纪念礼物，以寄托思念
- 用於葬礼，以表达哀思
- 用於供奉或祭拜神灵

### 保存
鮮花受人喜愛，自古以來已發展出多種保存方法及技術，當中包括：
- 甘油：將花朵浸在甘油裡並吸收當中的物質。當花朵中的水被甘油取替，便能起到保鮮作用。
- 冷凍乾燥：將花送到專業的冷凍乾燥公司，然後將其冷凍。
- 空氣乾燥：用橡皮筋將花朵綁起來，然後將它們倒吊在鉤子上。花朵的擺放位置必須通風良好。
- 壓花：用一本沉重的書和一些吸水紙壓緊花朵。將吸水紙放在花朵周圍，並一起放在書的中間，然後蓋住。書的重量必須足以壓下花朵。
- 微波：將花覆蓋在有吸收性的材料中，然後將它們一起放在微波爐中的適當位置，直至花朵完全乾燥。
- 環氧樹脂：把一半樹脂填充在特定的模具上，然後將花朵按照您所需的方式放在樹脂裡面。再用樹脂填充模具的其餘部分，然後使其硬化。
- 沙粒：將花放置在裝滿細沙粒的碗中，待花朵乾燥後輕輕刷掉所有沙粒便完成。
- 矽膠：將一到兩英寸的矽膠放在一個容器中，然後將花朵放在上面，再蓋上一英寸的矽膠，把容器蓋上，靜置直到花朵完全乾燥。

### 园艺
由于花的观赏价值，住宅、园林及街道等地点常会种植花卉，人们也会专门将空间辟作花园，采摘野花。而花卉生产和销售产业也由此应运而生。

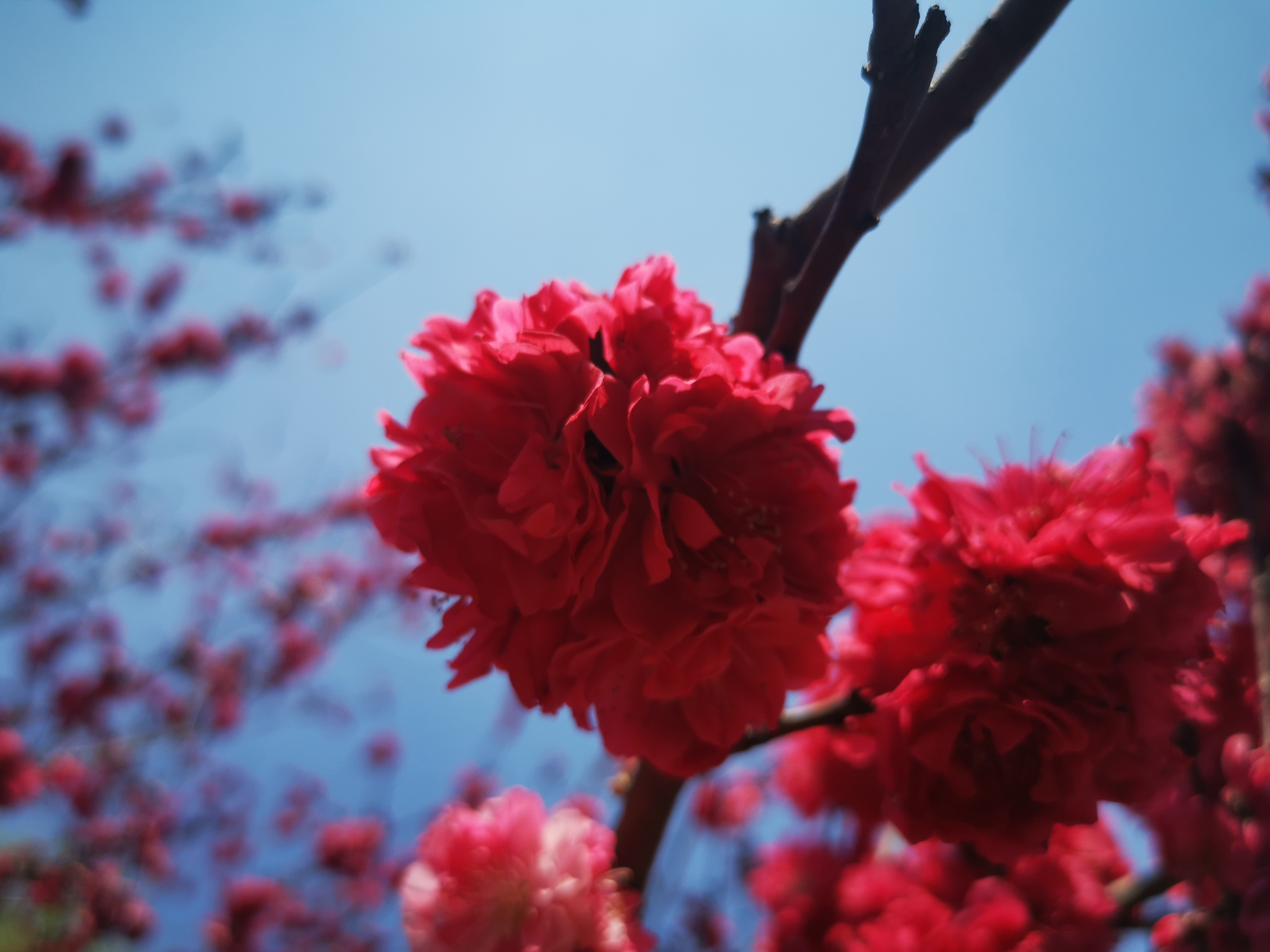
公园里常通过栽种花卉美化环境

### 食用
与植物的其他主要部分（种子、果实、根、茎、叶）相比，花的食用价值较少 ，但其也是一些重要食物和香料的来源之一。西兰花、花椰菜和洋蓟等都是常见的花菜类蔬菜，而番红花的柱头则可提取出全世界最为昂贵的香料。丁香和续随子也可以用来提取香料。此外，蛇麻（啤酒花）和蒲公英可用於酿酒，万寿菊可作为鸡饲料，以使蛋黄呈现更宜人的金黄色泽。蜜蜂采集花粉酿造的蜂蜜也被不少人认为是健康食品，其往往以所采集的花的类型命名，例如荆花蜜、枣花蜜、苜蓿花蜜等。
可供食用的花卉数以百计，但其中作为食物得到广泛推广的却很少，而往往只是用於点缀颜色和给沙拉调味。南瓜花可以蘸上面包屑油炸，其他的食用花卉有西洋菜、菊花、香石竹、香蒲、金银花、菊苣、矢车菊、美人蕉和向日葵等等。一些食用花卉还可加工为蜜饯，例如菊花、月季和三色堇等。
花亦可用於冲泡花茶，利用茶吸收异味的特点，将香花与新茶同闷，茶将香味吸收後再把干花筛除，包括茉莉花茶、玉兰花茶、珠兰花茶等。

### 芳香療法
花也是提煉精油的重要原料，如薰衣草或玫瑰，都是常見的芳療精油，除了能散發出獨特香味外也對人體有特定功效。

### 設計元素
同時，花卉亦成為21世紀的時裝設計元素之一。亦有人用花來模仿球鞋。

### 文章
- Schaffner, J. H. 1916. A general system of floral diagrams. The Ohio Journal of Science. 16（8）:360-364.

### 书目
- Eames，A. J．Morphology of the Angiosperms[M]．纽约：McGraw-Hill Book Co.,，1961年
- Esau，Katherine．Plant Anatomy（第2版）[M]．纽约：John Wiley & Sons，1965年
- 曹慧娟．植物学（第2版）[M]．北京：中国林业出版社，1992年
- 方炎明．植物学[M]．北京：中国林业出版社，2006年
- 潘瑞炽．植物生理学（第6版）[M]．北京：高等教育出版社，2008年
- 戴思兰．园林植物遗传学．北京：中国林业出版社，2005年

## 延伸阅读
[在维基数据编辑]
 《欽定古今圖書集成·博物彙編·草木典·花部》，出自陈梦雷《古今圖書集成》